# Thomas R. Underwood
Thomas Rust Underwood, född 3 mars 1898 i Hopkinsville, Kentucky, död 29 juni 1956 i Lexington, Kentucky, var en amerikansk demokratisk politiker och journalist. Han representerade delstaten Kentucky i båda kamrarna av USA:s kongress, först i representanthuset 1949–1951 och sedan i senaten 1951–1952.
Underwood utexaminerades 1917 från University of Kentucky. Han var sedan verksam som journalist på Lexington Herald. Han efterträdde 1935 Desha Breckinridge som tidningens chefredaktör.
Underwood efterträdde 1949 Virgil Chapman i USA:s representanthus och Chapman efterträdde republikanen John Sherman Cooper i USA:s senat. Senator Chapman avled 1951 i ämbetet och Underwood blev utnämnd till senaten fram till fyllnadsvalet följande år. Han förlorade fyllnadsvalet 1952 mot Chapmans företrädare Cooper.